# Афанасенко Євген Іванович
Євген Іванович Афанасенко (нар. 7 квітня 1914, село Бородищі, тепер Чечерського району Гомельської області, Білорусь — 13 березня 1993, місто Москва) — радянський діяч, міністр освіти РРФСР, надзвичайний і повноважний посол СРСР у Руанді, Конго, Сан-Томе і Принсіпі. Кандидат у члени ЦК КПРС у 1961—1966 роках. Депутат Верховної ради СРСР 5—6-го скликань.

## Життєпис
У 1930 році закінчив педагогічне училище.
З 1930 року працював вчителем математики, директором неповної середньої школи.
У 1938 році закінчив фізико-математичний факультет Ленінградського державного педагогічного інституту імені Герцена.
У 1941—1945 роках — у Червоній армії, учасник німецько-радянської війни. 
Член ВКП(б) з 1943 року.
У 1946—1948 роках — викладач математики технікуму і школи № 46 міста Москви.
У 1948—1950 роках — завідувач Фрунзенського районного відділу народної освіти міста Москви.
У 1950—1954 роках — секретар Фрунзенського районного комітету ВКП(б) (КПРС) міста Москви.
У 1954—1955 роках — завідувач організаційного відділу Московського міського комітету КПРС.
25 березня 1955 — 1956 року — секретар Московського міського комітету КПРС.
28 березня 1956 — 4 травня 1966 року — міністр освіти Російської РФСР.
1 листопада 1966 — 24 травня 1972 року — надзвичайний і повноважний посол СРСР у Руанді.
24 травня 1972 — 18 вересня 1978 року — надзвичайний і повноважний посол СРСР у Конго (столиця Браззавіль).
14 травня 1976 — 18 вересня 1978 року — надзвичайний і повноважний посол СРСР у Сан-Томе і Принсіпі (за сумісництвом).
З вересня 1978 року — у відставці, персональний пенсіонер союзного значення в місті Москві.
Помер 13 березня 1993 року. Похований в Москві на Троєкуровському цвинтарі.

## Нагороди
- орден Леніна (1960)
- орден Вітчизняної війни ІІ ст.
- орден Трудового Червоного Прапора
- орден Дружби народів
- орден Червоної Зірки
- орден «Знак Пошани»
- медаль К. Д. Ушинського
- медалі
- надзвичайний і повноважний посол СРСР